# Le flic était presque parfait
Pour plus de détails, voir Fiche technique et Distribution.
Le flic était presque parfait (titre original : Off Beat) est un film américain réalisé par Michael Dinner, sorti en 1986.

## Synopsis
À New York, Joe Gower travaille comme bibliothécaire et mène une vie simple et sans histoire. Un jour, il reçoit la visite de son ami Abe, officier de police. Celui-ci lui demande de le remplacer à une audition pour le ballet de la charité annuelle de la police. Après avoir réussi tous les examens, Joe se retrouve à mener une double vie au grand désarroi d'Abe. Les choses se compliquent encore plus lorsque Joe est pris en otage par deux gangsters lors du braquage d'une banque...

## Fiche technique
- Titre original : Off Beat
- Réalisation : Michael Dinner, assisté par Carey Loftin
- Scénario : Mark Medoff, d'après une histoire de Dezsö Magyar
- Photographie : Carlo Di Palma
- Montage : Dede Allen et Angelo Corrao
- Musique : James Horner
- Costumes : Joseph G. Aulisi
- Décors : Woods MacKintosch
- Producteur : Harry J. Hufland et Joe Roth
- Sociétés de production : Touchstone Pictures et Silver Screen Partners II
- Pays d'origine :  États-Unis
- Genre : comédie policière
- Durée : 86 minutes
- Date de sortie :
  - États-Unis : 11 avril 1986
  - France : 29 avril 1987

## Distribution
- Judge Reinhold (VF : Patrick Poivey) : Joe Gower
- Meg Tilly (VF : Jocelyne Darche) : Rachel Wareham
- Cleavant Derricks (VF : Pascal Renwick) : Abe Washington
- Joe Mantegna (VF : Mario Santini) : Pete Peterson
- Jacques d'Amboise (VF : Philippe Mareuil) : August
- Amy Wright (VF : Dany Laurent) : Mary Ellen Gruenwald
- John Turturro (VF : Gérard Dessalles) : Neil Pepper
- James Tolkan (VF : Daniel Gall) : Harry
- Julie Bovasso (VF : Jacqueline Porel) : Mrs Wareham
- Anthony Zerbe (VF : Jacques Deschamps) : Mr. Wareham
- Fred Gwynne (VF : Daniel Sarky) : le commissaire
- Harvey Keitel (VF : Patrick Floersheim) : Mickey
- Victor Argo (VF : Yves Massard) : Leon
- Austin Pendleton (VF : Bernard Tiphaine) : le marchand d'armes
- Penn Jillette (VF : Marc Alfos) : Norman
- Jack Fletcher (VF : René Bériard) : Alvin
- Mike Starr (VF : Sady Rebbot) : James Bonnell
- John Kapelos (VF : Georges Berthomieu) : Lou Wareham
- Shawn Elliott (VF : Mostéfa Stiti) : Hector